# 空蝉 (源氏物語)
空蝉（空蟬、うつせみ）とは、
1. 『源氏物語』五十四帖の巻の一つ。第3帖。帚木三帖の第2帖。巻名は光源氏と空蝉の歌「空蝉の身をかへてける木のもとになほ人がらのなつかしきかな」および「空蝉の羽におく露の木がくれてしのびしのびにぬるる袖かな」による。
2. 『源氏物語』に登場する女性の一人に対する通称。十代の頃の光源氏が知り合い、影響を受けた女性たちの一人である。名前の由来は、求愛に対して一枚の着物を残し逃げ去ったことを、源氏がセミの抜け殻によそえて送った和歌から。主だった登場は「帚木」「空蝉」「関屋」の三巻のみ。

- 源氏物語 > 源氏物語各帖のあらすじ > 帚木三帖 > 空蝉 (源氏物語)
- 源氏物語 > 源氏物語の登場人物 > 空蝉 (源氏物語)

| 源氏物語五十四帖 |        |    |        |
| 各帖のあらすじ   |        |    |        |
| 帖               | 名     | 帖 | 名     |
| 1                | 桐壺   | 28 | 野分   |
| 2                | 帚木   | 29 | 行幸   |
| 3                | 空蝉   | 30 | 藤袴   |
| 4                | 夕顔   | 31 | 真木柱 |
| 5                | 若紫   | 32 | 梅枝   |
| 6                | 末摘花 | 33 | 藤裏葉 |
| 7                | 紅葉賀 | 34 | 若菜   |
| 8                | 花宴   | 35 | 柏木   |
| 9                | 葵     | 36 | 横笛   |
| 10               | 賢木   | 37 | 鈴虫   |
| 11               | 花散里 | 38 | 夕霧   |
| 12               | 須磨   | 39 | 御法   |
| 13               | 明石   | 40 | 幻     |
| 14               | 澪標   | 41 | 雲隠   |
| 15               | 蓬生   | 42 | 匂宮   |
| 16               | 関屋   | 43 | 紅梅   |
| 17               | 絵合   | 44 | 竹河   |
| 18               | 松風   | 45 | 橋姫   |
| 19               | 薄雲   | 46 | 椎本   |
| 20               | 朝顔   | 47 | 総角   |
| 21               | 少女   | 48 | 早蕨   |
| 22               | 玉鬘   | 49 | 宿木   |
| 23               | 初音   | 50 | 東屋   |
| 24               | 胡蝶   | 51 | 浮舟   |
| 25               | 蛍     | 52 | 蜻蛉   |
| 26               | 常夏   | 53 | 手習   |
| 27               | 篝火   | 54 | 夢浮橋 |

## あらすじ
光源氏17歳夏の話。

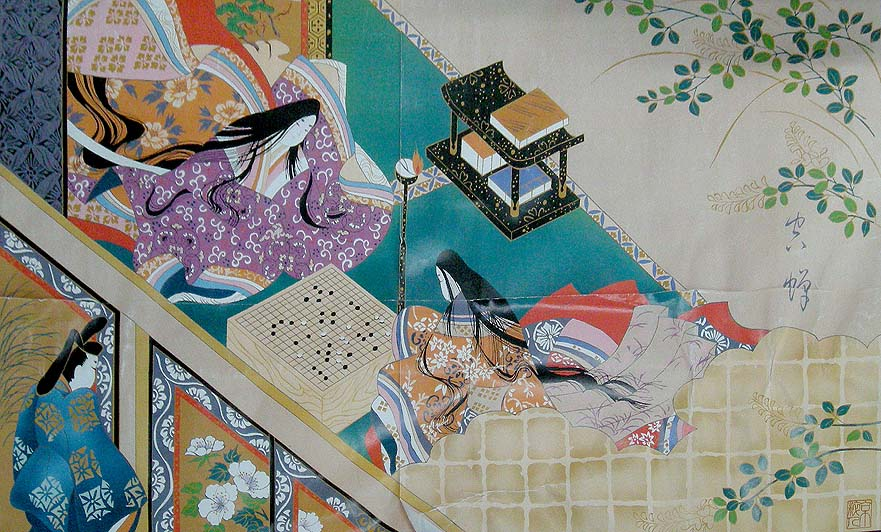
継娘と碁を打ち合う空蝉を垣間見る光源氏

空蝉を忘れられない源氏は、彼女のつれないあしらいにも却って思いが募り、再び紀伊守邸へ忍んで行った。そこで継娘（軒端荻）と碁を打ち合う空蝉の姿を覗き見し、決して美女ではないもののたしなみ深い空蝉をやはり魅力的だと改めて心惹かれる。源氏の訪れを察した空蝉は、薄衣一枚を脱ぎ捨てて逃げ去り、心ならずも後に残された軒端荻と契った源氏はその薄衣を代わりに持ち帰った。源氏は女の抜け殻のような衣にことよせて空蝉へ歌を送り、空蝉も源氏の愛を受けられない己の境遇のつたなさを密かに嘆いた。

## 人物
控えめで慎み深く、小柄で容貌も美貌とはいえない地味な女性であったが、立ち居振る舞いが際立っており趣味も良かった。源氏の求愛に対しても、悩み迷いながらも最後まで品良く矜持を守り通し、始めは彼女を見下していた源氏を感心させている。
彼女のモデルに関しては、境遇や身分が似ているため、作者（紫式部）自身がモデルではないかと言われている。
この人物は空蝉と呼ぶのが慣例であるが、テキスト本文では帚木と呼ばれる箇所がある。「かの帚木もいざなはれにけり」(関屋)

### 生涯
元々は上流貴族の娘（父は中納言兼衛門督）として生まれ育ち、宮仕えを希望したこともあったが、父の死で後ろ盾を失った。そのため心ならずも、伊予介（伊予国（現在の愛媛県）の国守の次官）を務める男の元に後妻として嫁ぐ。伊予介の前妻の娘（軒端荻）とはほとんど同年輩というかなりの年の差結婚で、伊予介は空蝉を非常に愛していたが、当の空蝉は受領の妻という下の身分に零落したことを恥じており、夫への愛も薄かった。彼女の幼い弟の小君も共に引き取られていて、小君は後に源氏に仕えて源氏と空蝉の文使いなどもした（後に源氏が須磨に蟄居した時は、姉と共に常陸へ下っている）。
ある時義理の息子の紀伊守邸で、折しも方違中で彼女の噂を聞いていたことから興味本位に忍んできた源氏と情を通じてしまう。若く高貴で魅力的な源氏の求愛に心の底では空蝉も惹かれ悩みながらも、聡明な彼女は身分が釣り合わない立場であることを理解していた。一度は身を許したものの、その後はいくら源氏に掻き口説かれても誇り高く拒んで決して靡こうとはせず、その後夫に従って京を離れた。
皮肉にも、驕慢な貴公子であった源氏にとって、空蝉の拒絶が彼女を忘れられない存在にした。その後「関屋」帖で二人は再会するが、間もなく夫を亡くした空蝉は継息子・紀伊守の懸想を避けるため出家、源氏は尼となった彼女を二条東院に迎えて住まわせた。